# 裸城
裸城（はだかじろ）とは、堀を埋められ、城が攻撃されやすい状態になること、城下町を焼かれ城が孤立すること、櫓がない城など。
大坂夏の陣の大坂城、滝山城などが当てはまる。

## 歴史における裸城
江濃記には、「火をかけ放火して、稲葉山の城をはだか城になし」とあることから、昔から使われていた表現であることがうかがえる。また、三増峠の戦い（永禄12年の滝山合戦）では、武田が城下町に放火し、裸城にしたという話もある。